# Popol (série télévisée)
Pour les articles homonymes, voir Popol.
Popol est une sitcom québécoise en cinq épisodes de 25 minutes diffusée du 1er janvier au 26 mars 1977 à la Télévision de Radio-Canada et mettant en vedette Paul Buissonneau.

## Fiche technique
- Scénario : Claude Levac
- Réalisation : Yves Hébert
- Musique : Claude Garden
- Société de production : Les Productions Yves Hébert / Société Radio-Canada

## Épisodes
1. Popol et la confiserie (1er janvier)
2. Popol et la garderie (19 février)
3. Popol à la ferme (5 mars)
4. Popol à la pêche 14 mars
5. Popol et le scoutisme (28 mars)